# Hubert Minnebo
Hubert JA Minnebo, né le 6 février 1940  à Bruges, est un artiste visuel belge néerlandophone . Il débute comme peintre, graveur et dessinateur, puis utilise l'aluchromie, pour la création de sculptures en aluminium chromé, et à travers la production de reliefs en cuivre . Il se transforme  peu à peu en créateur de statues en bronze, de sculptures monumentales et de bijoux en or . Ses œuvres ne se rattachent pas à un style particulier. 

## Jeunesse et éducation

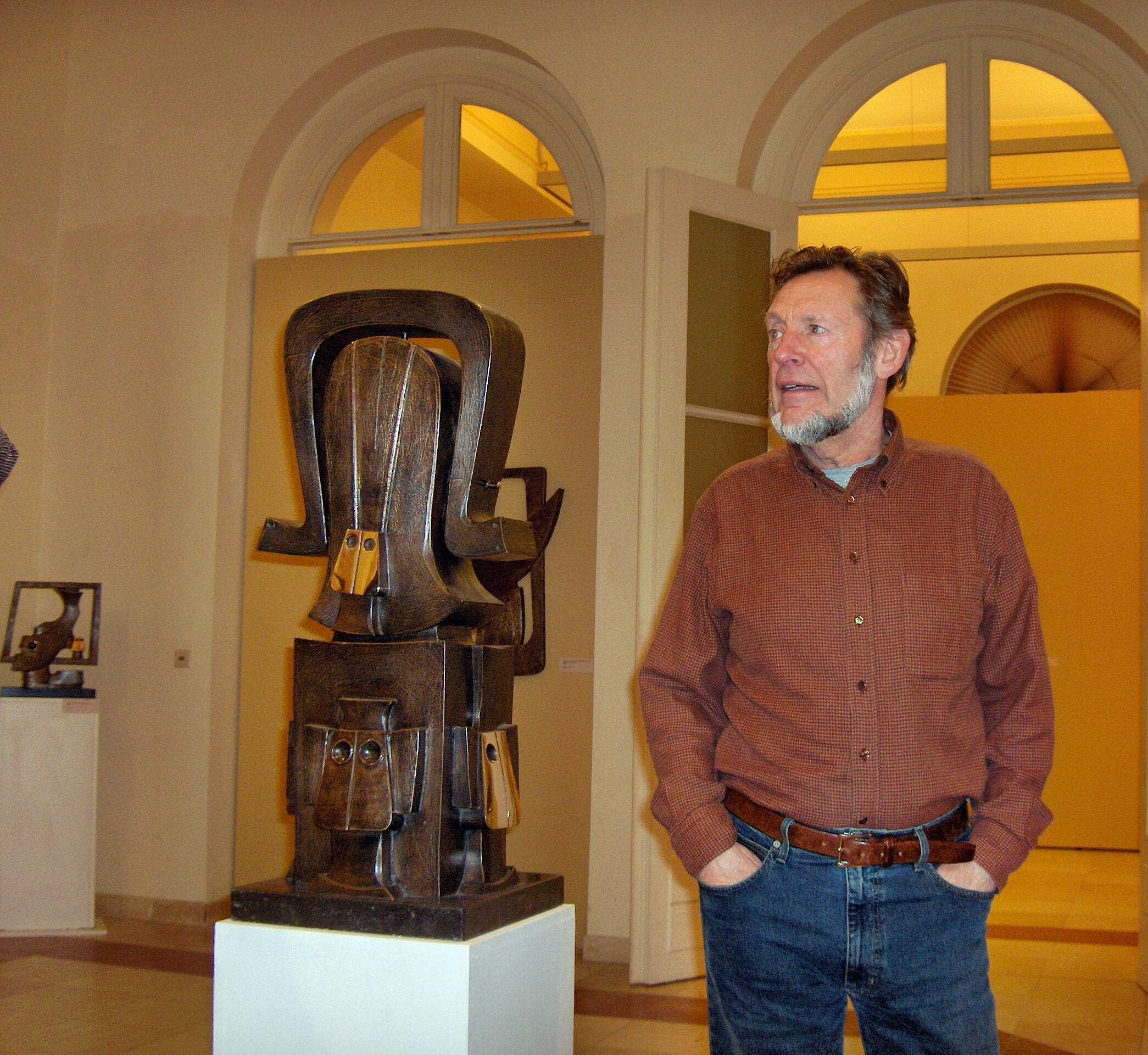
L'artiste à côté de son œuvre:
"Confirmer la dualité sans complexes" (1994)
Désirs d'or - 50 ans d'expositions; rétrospective dans les galeries vénitiennes, Ostende (avril 2008)

Hubert Minnebo nait à Bruges dans une famille ouvrière. Il est le deuxième des trois fils d'Alfons Minnebo (1905-1985), mécanicien à l'usine chimique UCB de Zandvoorde (Ostende) et de Zulma Cordy (1910-2007). 
Lorsque la Seconde Guerre mondiale éclate en 1940 et que son père est mobilisé, la famille déménage à Ruddervoorde . Ils y vivent jusqu'en 1946 et déménagent ensuite à Ostende, cité d'artistes renommés tels James Ensor, Léon Spilliaert, Constant Permeke et les peintres d'après-guerre comme Jan De Clerck et Maurice Boel . 
Il fréquente l'enseignement primaire à la Mariaschool et à la Leopoldschool d'Ostende. Il suit ensuite les cours de l'Institut technique communal, où il obtient un diplôme de mécanicien A2 (niveau secondaire) en 1958. 

### Formation
À l'âge de douze ans, il commence des cours du soir à l'Académie d'Ostende. Il y est l'élève de professeurs célèbres tels Gustaaf Sorel, Raoul Servais et le peintre postimpressionniste brugeois René Vanden Berghe . Il installe son premier atelier de peintre dans le grenier de la maison parentale. 
Dans les cafés artistiques ostendais «Het Kroegske», du peintre Joris Houwen, et «La Chèvre Folle» d'Alain Depiere, il rencontre d'autres artistes du cru, dont Yves Rhayé, Jef van Tuerenhout et Elias . 
Frâichement diplômé de l'école professionnelle Auto-stop il part en auto-stop à Paris où il fréquente brièvement l'Académie de la Grande Chaumière . Il y dessine ses premières silhouettes nues et féminines, nettement influencées par Constant Permeke . En tant que co-conducteur d'autocars, il voyage dans toute l'Europe, ce qui lui permet de travailler quelque temps dans l'atelier d'Oskar Kokoschka à Salzbourg . 

## Débuts

### Expositions

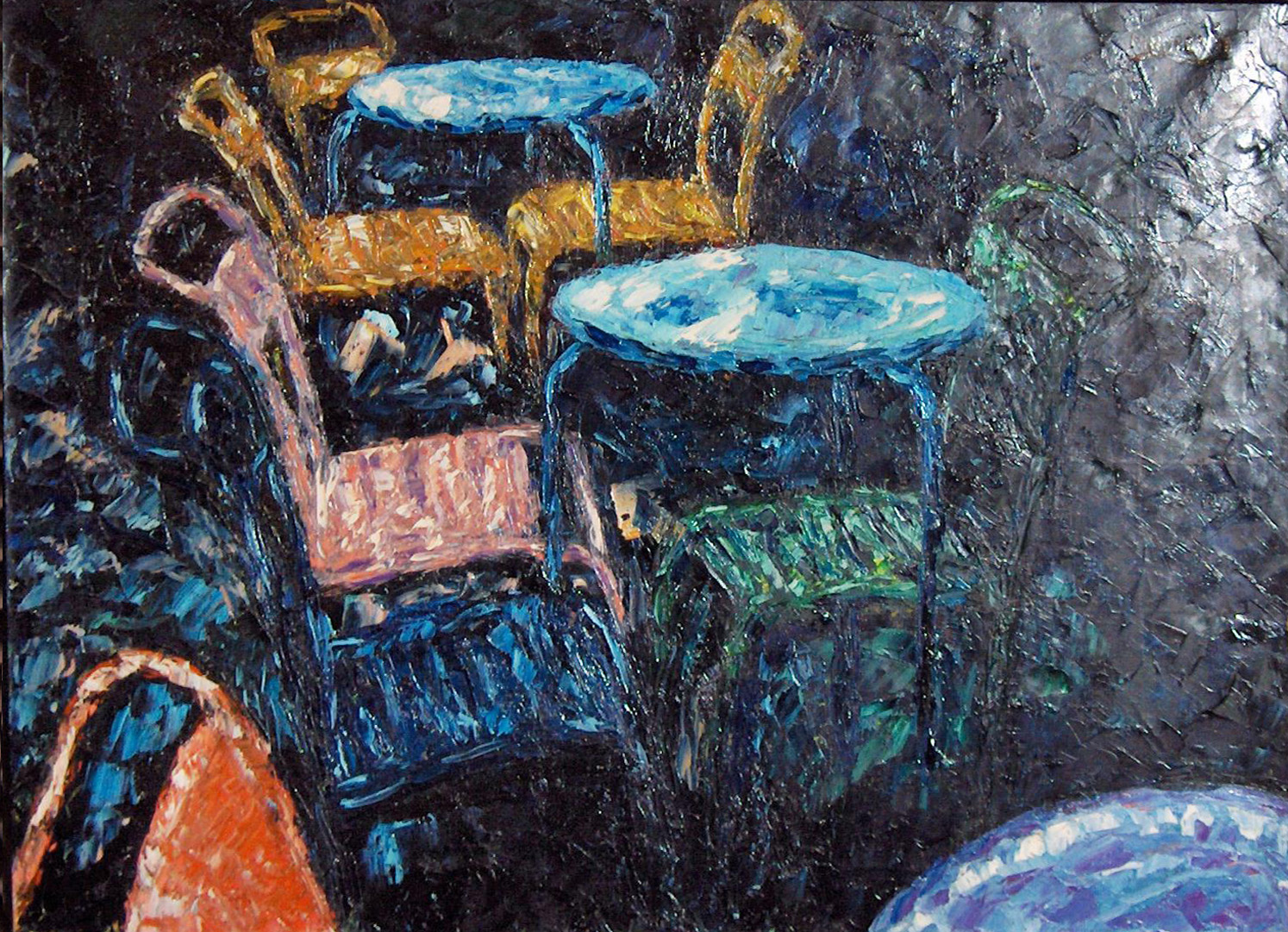
"Crépuscule" Huile sur toile (1958)

En 1958, à l'âge de dix-huit ans, il organise sa première exposition avec Lucien Catherin à la galerie de tatouage d' Hugo Anthierens du marché aux poissons Ostende. Il y expose des peintures figuratives :  des paysages, des marines et des terrasses . 
Peu de temps après, il doit effectuer son service militaire, d'abord en Belgique puis en Allemagne . Lorsque ses supérieurs de la caserne d'Euskirchen, en Allemagne, découvrent qu'il est artiste, ils lui demandent de peindre le mess des officiers. 
Peu de temps après sa démobilisation, en 1960, il tient sa deuxième exposition au café artistique "La Chèvre Folle" d'Ostende. Par la suite, il organisera une ou plusieurs expositions personnelles en Belgique presque tous les ans, et des expositions de groupe dans divers pays, dont le Japon . 

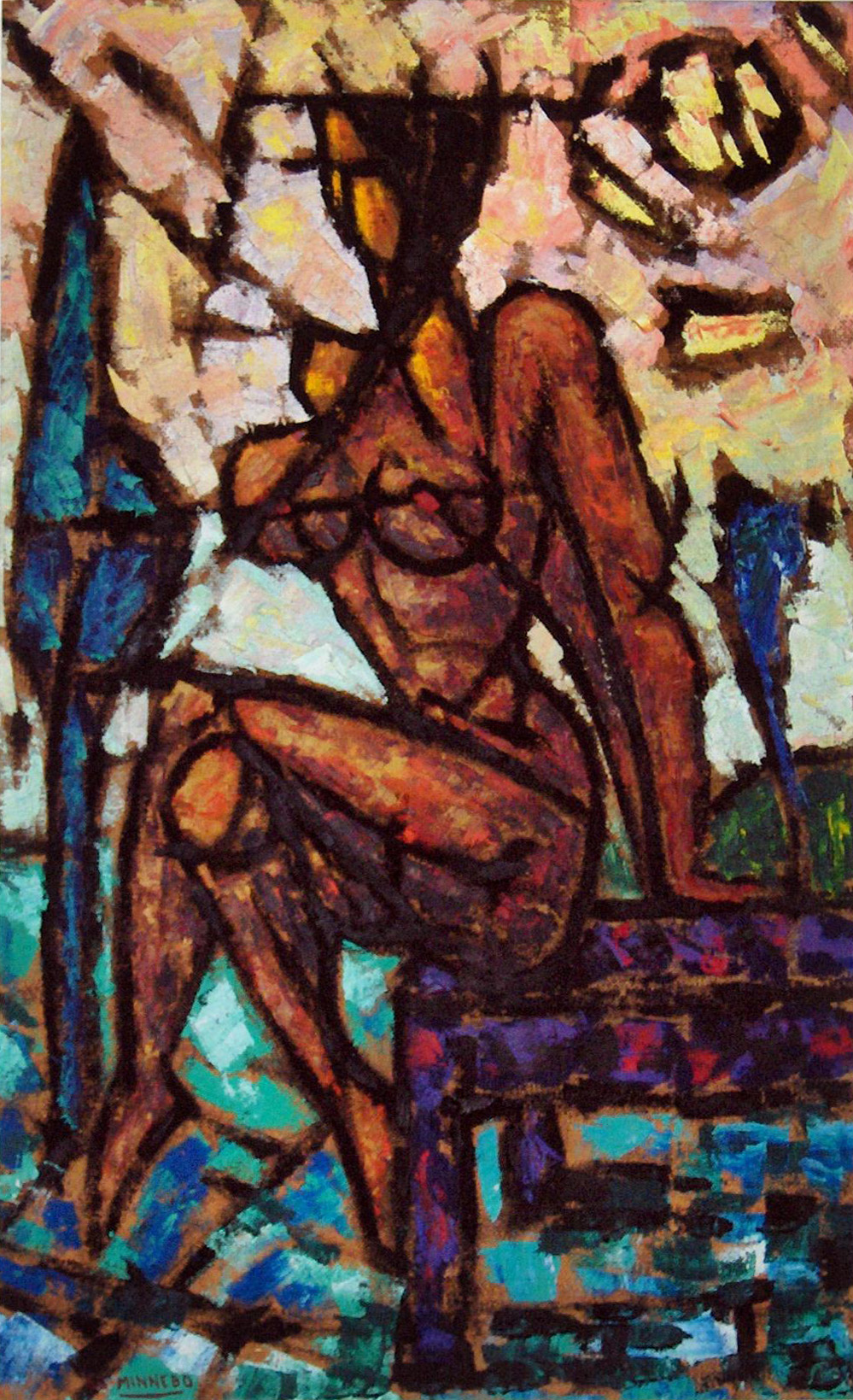
"Nu assis"
huile sur unalit (1960)

### Peintures
Il continue à rechercher son propre style. Manquant d'argent pour acheter de la toile, il peint ses premiers tableaux sur des planches d'unalit ou de fibres de bois. Ces peintures ressemblent à des vitraux et se caractérisent par une coloration vive avec des couleurs chatoyantes et d'épaisses lignes noires. 

### Autres techniques
Plutôt qu'à la peinture, sa préférence allait au dessin, une forme d'art qu'il continuera à pratiquer et à perfectionner tout au long de sa carrière. De 1966 à 1967, il dessine ses sujets avec des centaines de fines rayures, se terminant à la verticale par une boucle, rapprochées ou plus éloignées, pour leur donner une certaine profondeur. 
Ses recherches et tâtonnements lors de la conception de ses dessins le conduisent progressivement vers l'expressionnisme . Ses dessins de femmes nues sont sobres et donc de style plus classique. Il préfère les crayons Conté pour la stylisation. En 1961, il prend l'initiative audacieuse de réaliser une exposition à la Galerie Toulouse-Lautrec d'Ostende constituée uniquement de dessins, ce qui amène le Musée des Beaux-Arts d'Ostende à lui acheter l'un de ses dessins. 

### Matériaux
Au cours de la période 1963-1964, il crée des pots et des vases en céramique. 
Ses peintures évoluent vers l'art abstrait, comme on peut le voir dans "Construction I" de 1964 et la peinture à l'huile ''Sans titre" de 1964. Il se concentre sur le travail du métal, et, selon ses propres mots, il est devenu métallurgiste . Comme il n'a jamais fait de statues en pierre ou en bois, le terme de sculpteur ne s'applique guère à lui. Il est l'un des rares sculpteurs à couler lui-même ses œuvres en bronze. Il le fait de manière traditionnelle dans sa propre fonderie . 

## Régendat et collaborations

### Évolution personnelle
Cependant, il veut poursuivre ses études pour obtenir un régendat en arts plastiques. En 1961-1962, il travaille comme serveur pendant deux étés pour payer ses études. En 1961, il passe l'examen d'entrée à l'École normale (Belgique) de Gand et en 1963, il obtient le diplôme de régent en arts plastiques. Il y a suivi les enseignements de l'expressionniste Roger Cools, du sculpteur classique Willem Van Aerden et d'Octave Landuyt, qui deviendra un ami personnel. 
Au cours de cette période, il se marie et a une fille. Il se remariera avec Cris Lefebvre en 1975. 
Vers 1963, grâce à son ami d'enfance, le peintre Hubert Decleer, il entre en contact avec le monde du bouddhisme, ce qui se répercutera dans sa vie future. 
En 1963, il devient professeur d'art plastique et d'histoire de l'art à l'Institut technique communal supérieur d'Ostende. Il y enseigne pendant quinze ans, puis en 1978, il choisit de se consacrer entièrement à l'art. 

### Landuyt
Son professeur Octave Landuyt avait créé un groupe artistique informel, le "Centre de recherche visuelle". Il en fait partie, avec plusieurs autres jeunes artistes gantois, dont Roland Monteyne, Karel Dierickx, Werner Cuvelier, le sculpteur et chanteur Walter De Buck (nl) et Jan Hoet, le créateur et conservateur du SMAK à Gand. Ils essayent de trouver une approche artistique et scientifique pour créer une expérience lumineuse. Cela aboutit en 1963 à la participation à la troisième Biennale de Paris, sous la direction d'Octave Landuyt. Ils y créent un «Pavillon belge»: un grand espace sombre dans lequel on offrait aux visiteurs un spectacle avec  toutes sortes d'impressions lumineuses. Landuyt l'a formulé comme "une illustration de la recherche vers de nouvelles illusions d'images par la lumière et le mouvement". C'est un tournant pour lui. Grâce à Roland Monteyne, il se familiarise avec l'aluchromie sur grandes surfaces, en colorant des plaques d'aluminium. 
En 1961, un nouveau mouvement artistique, à l'existence brève, le «Groupe des Aluchromistes Belges», comprend une vingtaine d'artistes, dont Octave Landuyt, Hugo Claus, Luc Daels, Roger Wittevrongel, Roger Dudant et Rudolf Meerbergen . Il les rejoint en 1963. Ce groupe se dissout à nouveau en 1965 et la même année, il s'associe avec son collègue Roland Monteyne, basé dans la maison des éclusiers du XVIIIe siècle à Herdersem ; cette association durera jusqu'en 1971. 

## Œuvre

### Aluchromie et reliefs en aluminium et cuivre

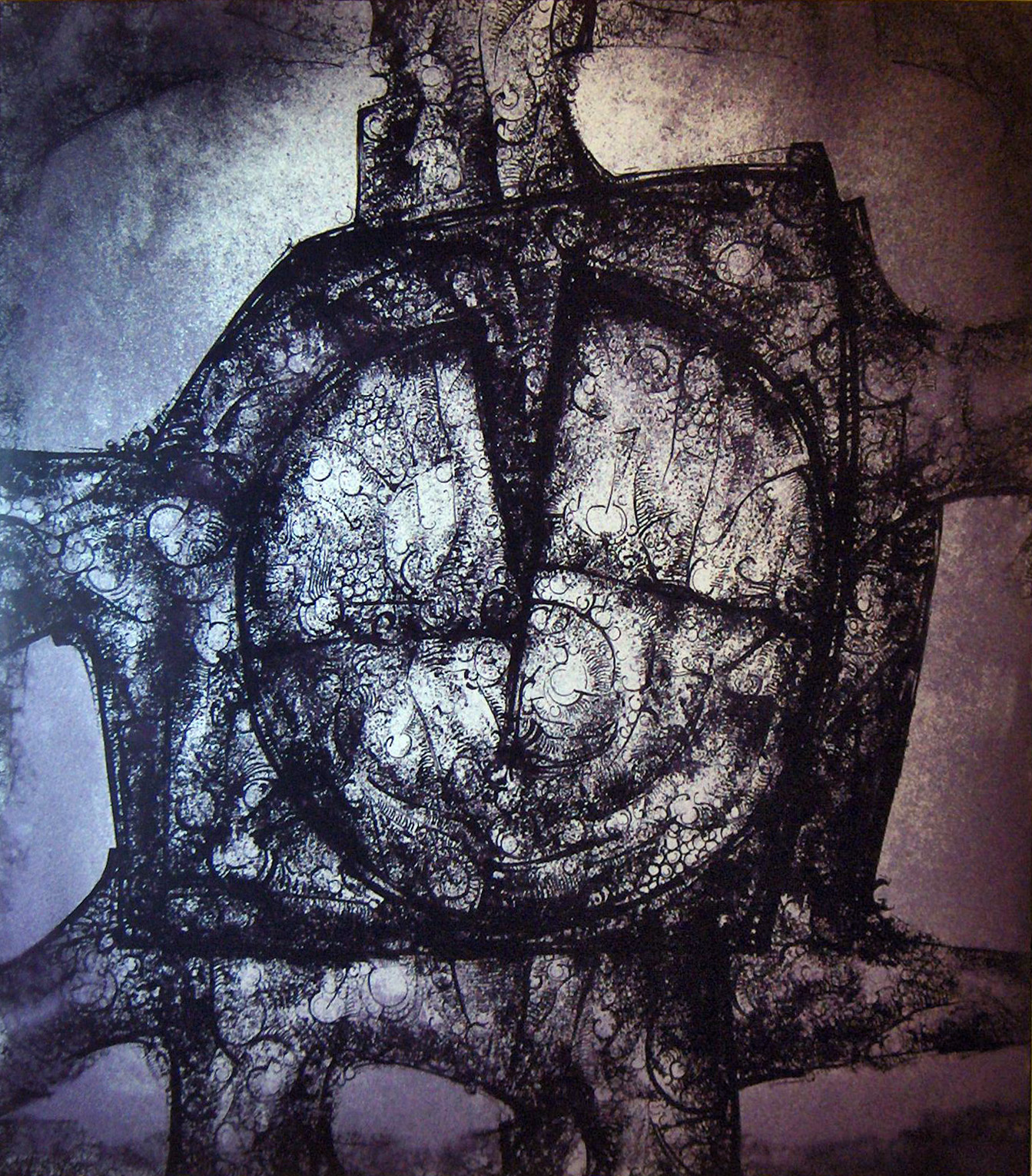
"Sans titre"
aluchromie (1966)

Il commence alors la peinture artistique de l'aluminium. Si l'on anodise ou oxyde électrolytiquement une plaque d'aluminium, cette plaque peut adsorber des pigments d'aniline comme base pendant plusieurs heures; ce sont des pigments colorés dissous dans de l'acétone ou du diméthylformamide . Cela nécessite un travail en douceur, similaire à la peinture d'une fresque, où la correction des erreurs n'est pas possible. Un pinceau de peintre, un stylo ou un aérographe sont utilisés sur la plaque horizontale. Après cela, ils sont fixés dans un bain et scellés au moyen d'un revêtement ou d'un thermocollage à l'eau bouillante ou à la vapeur. 

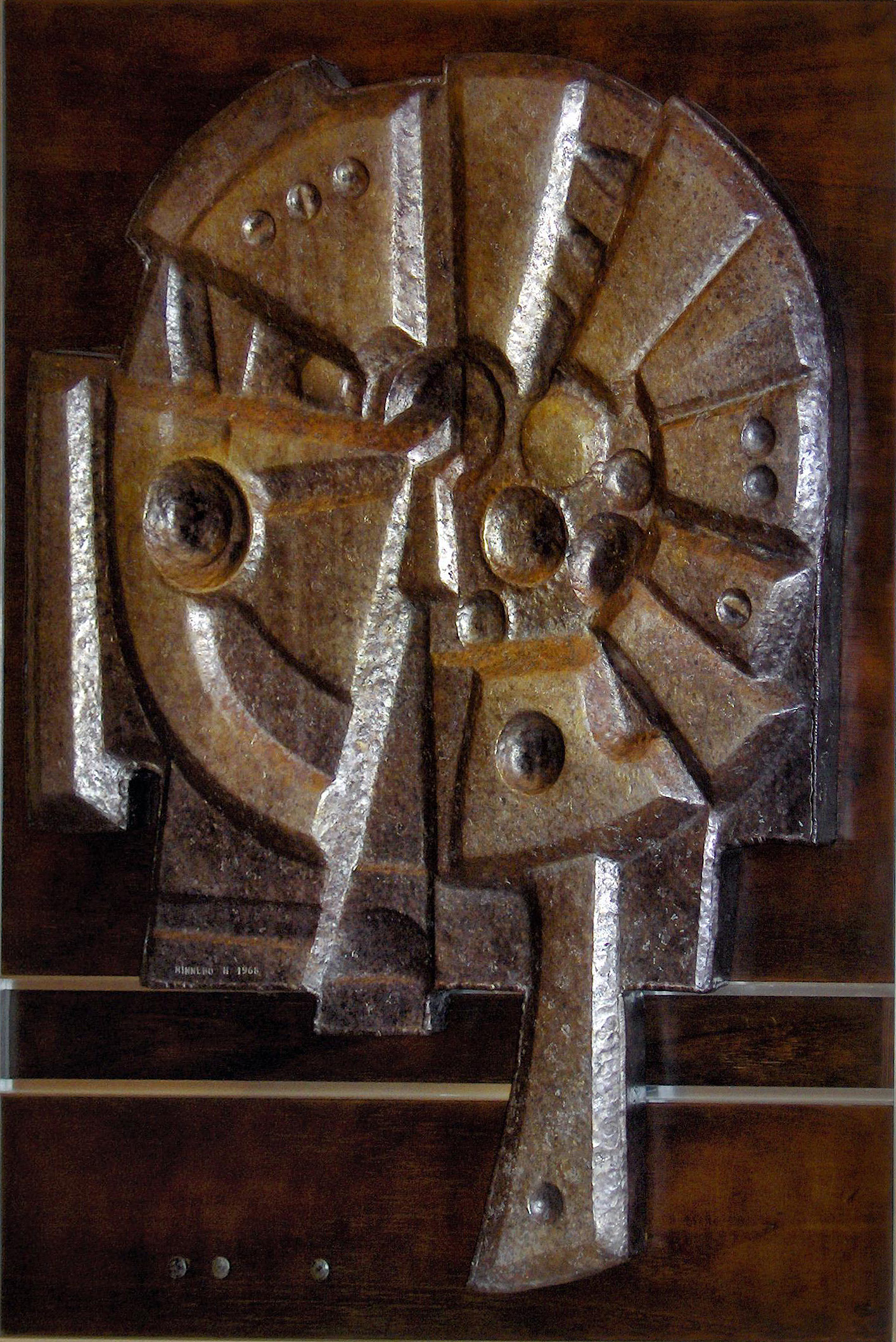
"Sans titre"
Relief en aluminium martelé, soudé et chromé (1968)

Il réalise des panneaux d'aluchromie pour des salles de réception, des façades de maisons et comme décoration de restaurants et de gares. Son travail est raffiné avec une utilisation maîtrisée des couleurs, allant du noir et blanc au violet, brun-rouge ou panaché. Il maîtrise les effets lumineux irisés et mats spécifiques de l'aluchromie. 
Entre 1964 et 1970, il effectue plusieurs expositions avec ses aluchromies, reliefs en aluminium et sculptures en aluminium. Son œuvre la plus importante de cette époque est la peinture en 1968 d'un relief existant de Paul van Gyseghem et Walter De Buck sur la façade de l'église de l'Université Lovanium à Kinshasa, au Congo . Au début du 21e siècle, il ne reste que peu d'artistes qui utilisent encore cette technique, en partie à cause de sa difficulté et de sa cherté. 
À partir de 1965, il se dirige davantage vers l'embossage de l'aluminium puis du cuivre. La peinture n'est plus utilisée et le métal conserve sa propre couleur argent ou rouge . Dès lors, ses outils se composent principalement de ciseaux, de pinces et d'un poste à souder. Les plaques sont travaillées à l'infini avec un marteau en nylon jusqu'à ce que le relief souhaité soit atteint, puis soudées à la forme pour obtenir une sculpture à la forme voulue. Ce sont des constructions abstraites dont les lignes sont constituées de formes géométriques déformées, de découpes, d'encoches et de parties en relief. Il a également utilisé cette technique, par exemple, pour la sculpture ''Le Guerrier'', réalisée plus tôt en 1968, en aluminium martelé et soudée (Koning Albert I Park, Blankenberge ).  

### Statues en bronze

#### Cire perdue

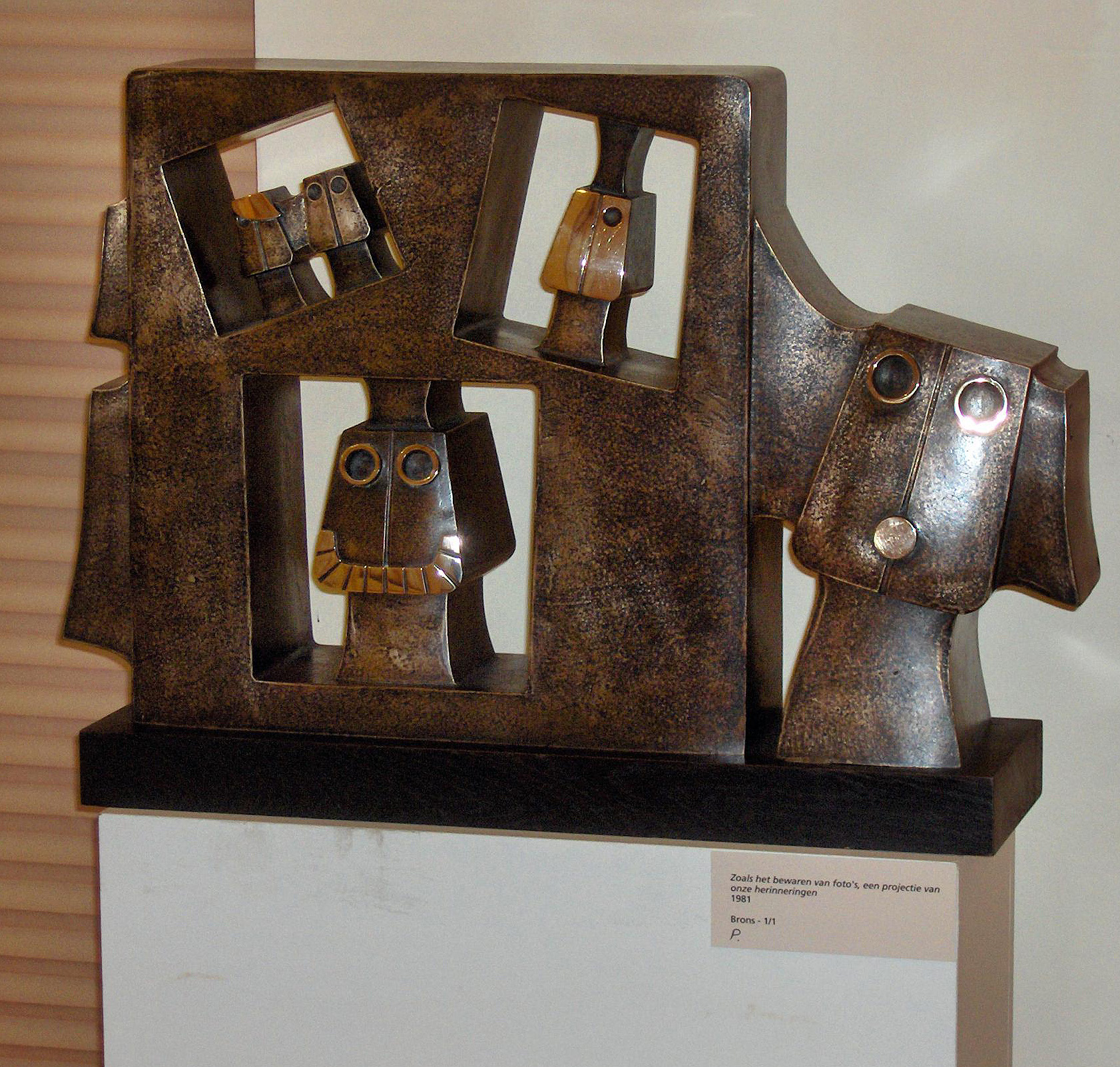
"Comme la conservation des photos, une projection de nos souvenirs"
bronze (1981) - exemple avec différentes têtes Minnebo

À partir de 1970, il franchit une nouvelle étape et commence à se concentrer de plus en plus sur le moulage de statues en bronze selon la méthode de la cire perdue . C'est un processus complexe et cette activité artisanale prend beaucoup de temps, depuis le concept original de l'artiste, transformé en une idée en cire d'abeille ou synthétique, puis en un modèle en bronze . Il n'a alors aucune formation de fondeur de bronze et apprend le métier avec Egbert Joostens, avec qui il a créé sa première fonderie de bronze en 1971 à Leffinge . Il s'installe à Stalhille ( Jabbeke) en 1974 et y installe sa nouvelle fonderie et un espace d'exposition. Peu d'artistes coulent eux-mêmes leur propre œuvre en bronze dans leur propre studio. Ce travail lourd est généralement sous-traité à des fonderies de bronze spécialisées. 
Ces sculptures massives sont des assemblages abstraits dans lesquels le jeu des lignes des dessins assure l'emboîtement des différentes formes; d'autres formes stylisées sont, par exemple, animales ou anthropomorphes . Il utilise un langage visuel sobre et statique qui, selon lui, découle d'expériences et de sentiments personnels auxquels il donne une attitude positive. L'image parle alors d'elle-même et n'a besoin d'aucune considération philosophique. 

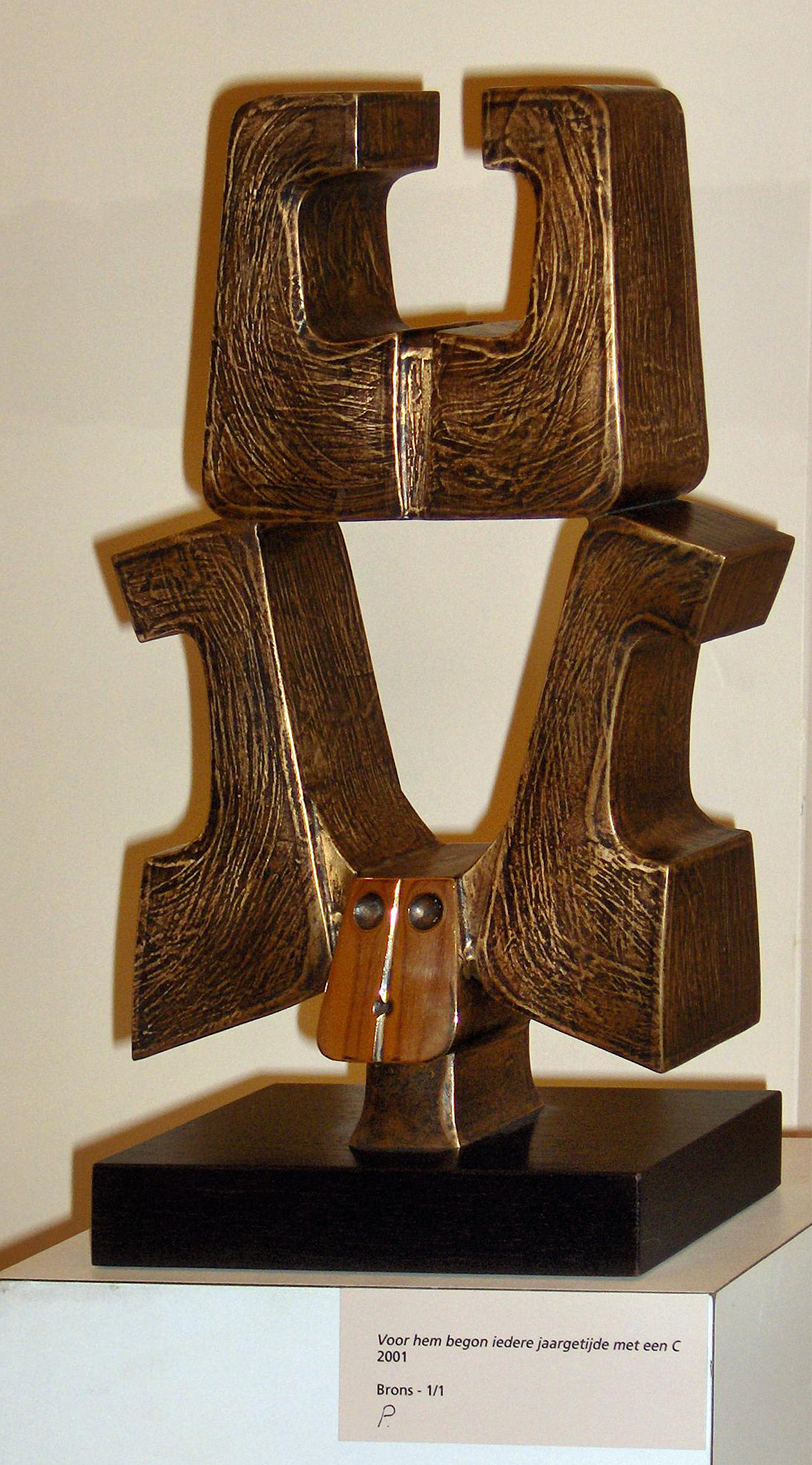
"Chaque saison commence pour lui avec un C"
bronze (2001) - exemple d'une soi-disant statue en C

#### Images en C
Beaucoup de ces sculptures contiennent une lettre C traitée avec art. Ces images dites en C font référence à la première lettre de Cris, le prénom de sa seconde épouse. Plus tard, les formes géométriques épurées de ses sculptures s'accompagnent de plus en plus de gestes gracieux qui expriment un certain rythme. 

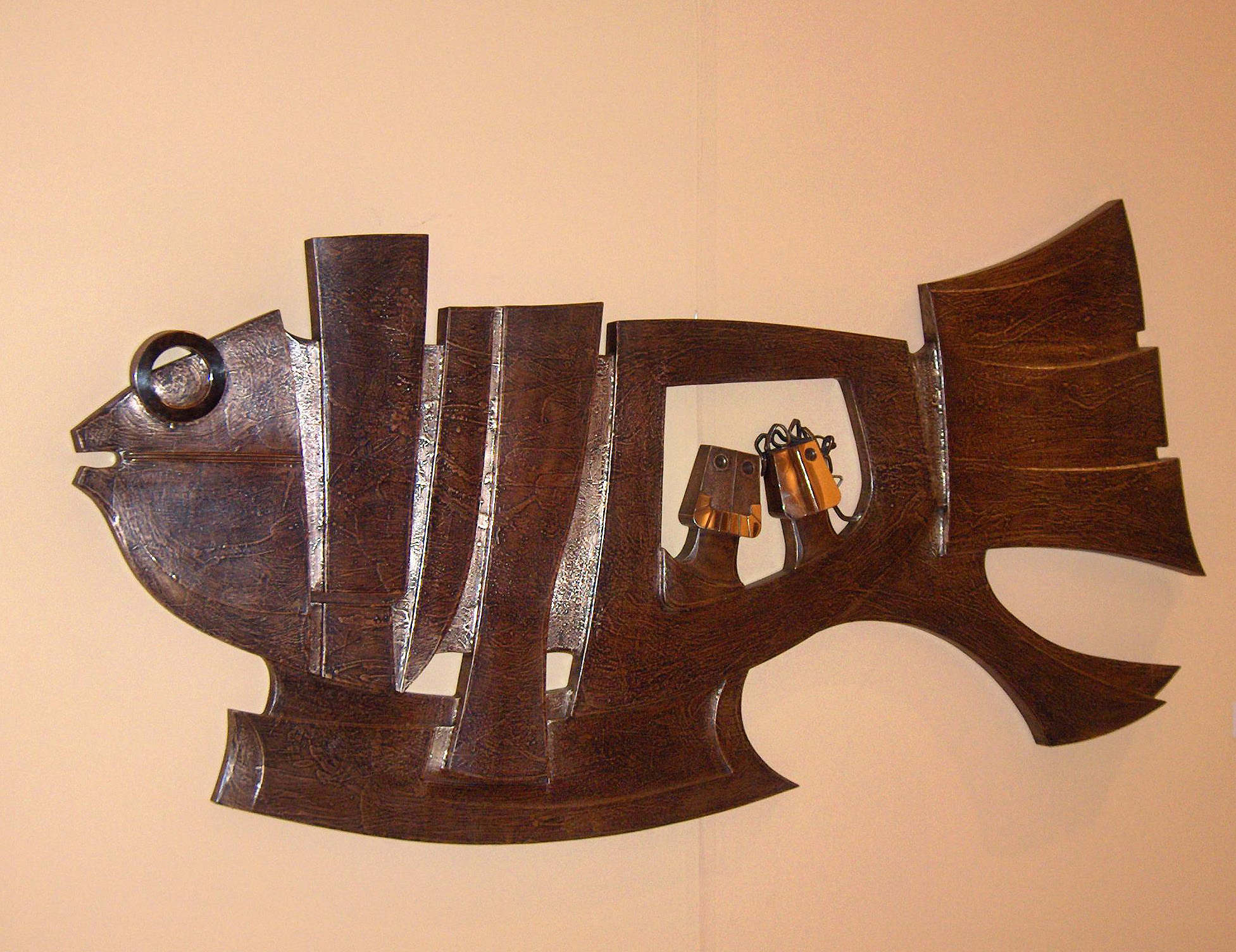
"Le jour où Jonas, très confus mais très intéressé, a reçu une visite inattendue"
bronze (2003) - exemple d'un bronze avec une forme animale

#### Influences exotiques
Ses personnages racontent une histoire qui reflète les nombreuses influences qu'il a acquises dans les cultures d' Extrême-Orient, d' Égypte et d' Amérique latine . À partir de 1979, il fait de nombreux voyages à travers l'Asie, à plusieurs reprises avec son ami et auteur Frans Boenders . Il essaie d'interpréter la sagesse de la vie de ces pays orientaux dans l'expression de ses œuvres. Sa connaissance de la culture égyptienne et de la civilisation précolombienne a également une forte influence sur nombre de ses œuvres, dans lesquelles image et titre sont souvent imbriqués de manière poétique.. 

#### Têtes Minnebo
Il ajoute à ses sculptures un élément caractéristique qui est typique de son travail, à savoir la tête dite Minnebo; différente pour chaque œuvre. Il s'agit d'un visage stylisé, divisé en deux, qui brille comme un masque en or poli . Ce visage a généralement un œil rigide disposé symétriquement dans chaque partie. Parfois, il n'utilise qu'un seul œil et dans un cas exceptionnel, aucun. Pour la plupart des passionnés, ces yeux sombres et fixes ont quelque chose d'intrigant. 
Dans sa sculpture, « Rendre tous les problèmes lisibles » (1972), il laisse les yeux remplis de larmes . Dans de rares cas, il ajoute également une bouche. Dans certains cas, c'est une bouche ronde comme si l'image signifiait quelque chose, dans d'autres, elle est rayée d'une image tacite, comme pour « Puis-je polir la sagesse silencieuse de H.? » (1979). La lettre H dans le titre fait référence à Hubert Decleer, qui lui a fait découvrir les enseignements du bouddhisme. 

### Bijoux

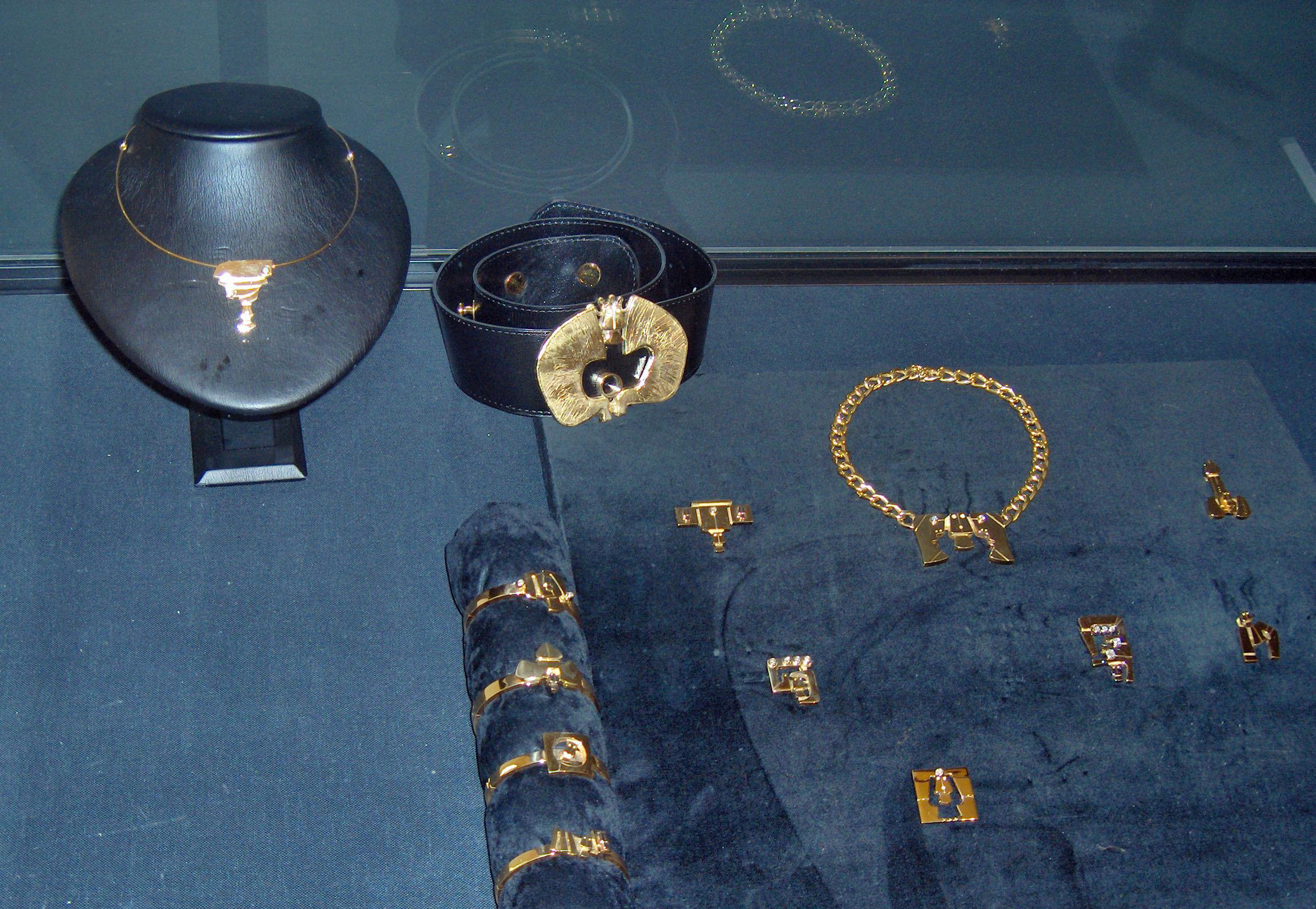
Bijoux divers avec brillants

À partir de 1975, il se concentre également sur les créations de bijoux en or, principalement des pendentifs, bagues, bracelets, boucles d'oreilles et épingles . Il les fabrique également selon la méthode traditionnelle de la cire perdue . Il essaie encore et encore de transposer la monumentalité de ses sculptures à la taille beaucoup plus petite de ses bijoux, qu'il appelle des sculptures portables. 
Les surfaces et les blocs de son œuvre se reflètent également dans les bijoux. Ces petites œuvres d'art affichent harmonie et équilibre, laissant place aux rêves, aux imaginations et aux émotions qui les traversent. Son intention est de convertir les images intérieures en matériaux solides, comme le métal. En ce sens, il est également appelé langage des formes.

### Sculptures monumentales
Il a également réalisé un certain nombre de grands monuments, souvent en collaboration avec des architectes . Il crée des monuments  populaires en Belgique et à l'étranger et expose dans des bâtiments privés et publics ainsi que lors d'expositions internationales .Ces sculptures monumentales sont conçues comme des formes géométriques stylisées représentant une figure masculine ou féminine et montrant ici encore les têtes Minnebo caractéristiques. Ces monuments sont constitués de plaques de cuivre martelées et soudées. II utilise le soudage TIG en combinaison avec l'ajout d'argon. 
On en trouve un exemple lors de l'Exposition universelle de 1970 à Osaka, au Japon . Sa statue de sept mètres de haut y a été exposée au pavillon belge qui avait un stand sur les métaux non ferreux . Son obélisque de quinze mètres de haut «Hope for a right path» en cuivre martelé et soudé,  commandé en 1982 par la ville saoudienne de Djeddah, en est un autre exemple. Cette monumentalité s'est poursuivie avec le pilier de 7,20 mètres de haut en cuivre martelé et soudé, fermé en haut par un cercle divisé, sur la pelouse du cimetière De Blauwe Toren à Bruges (1988). 
Une autre sculpture remarquable est la statue de huit mètres de haut «Leur certitude intentionnelle a été mise à l'épreuve du soleil» (2005) dans le Burcht Singelberg ( Kallo- Beveren). C'est aussi un cadran solaire, avec quinze chiffres en sanskrit, qui symbolise le temps et l'espace. 

## Récompenses
- 1983 : Membre de l' Ordre du Prince, Ostende
- 1984 : Chevalier de l'Ordre de Léopold II
- 1989 : «Honoris Causa» sur l'ordre des 33 Maîtres Chefs de Belgique
- 1992 : membre de De Warande, Bruxelles
- 2000 : Chevalier de l'Ordre de la Couronne
- 2001 : Golden Phoenix 2000, Prix Culture du Houtland, Torhout

## Expositions

### Œuvres dans les musées et les collections publiques
Son œuvre est présente dans de nombreuses collections privées au pays et à l'étranger, ainsi que dans de nombreux musées et autres collections publiques: 
- Belgique : 
  - Musées d' Ostende, Malines

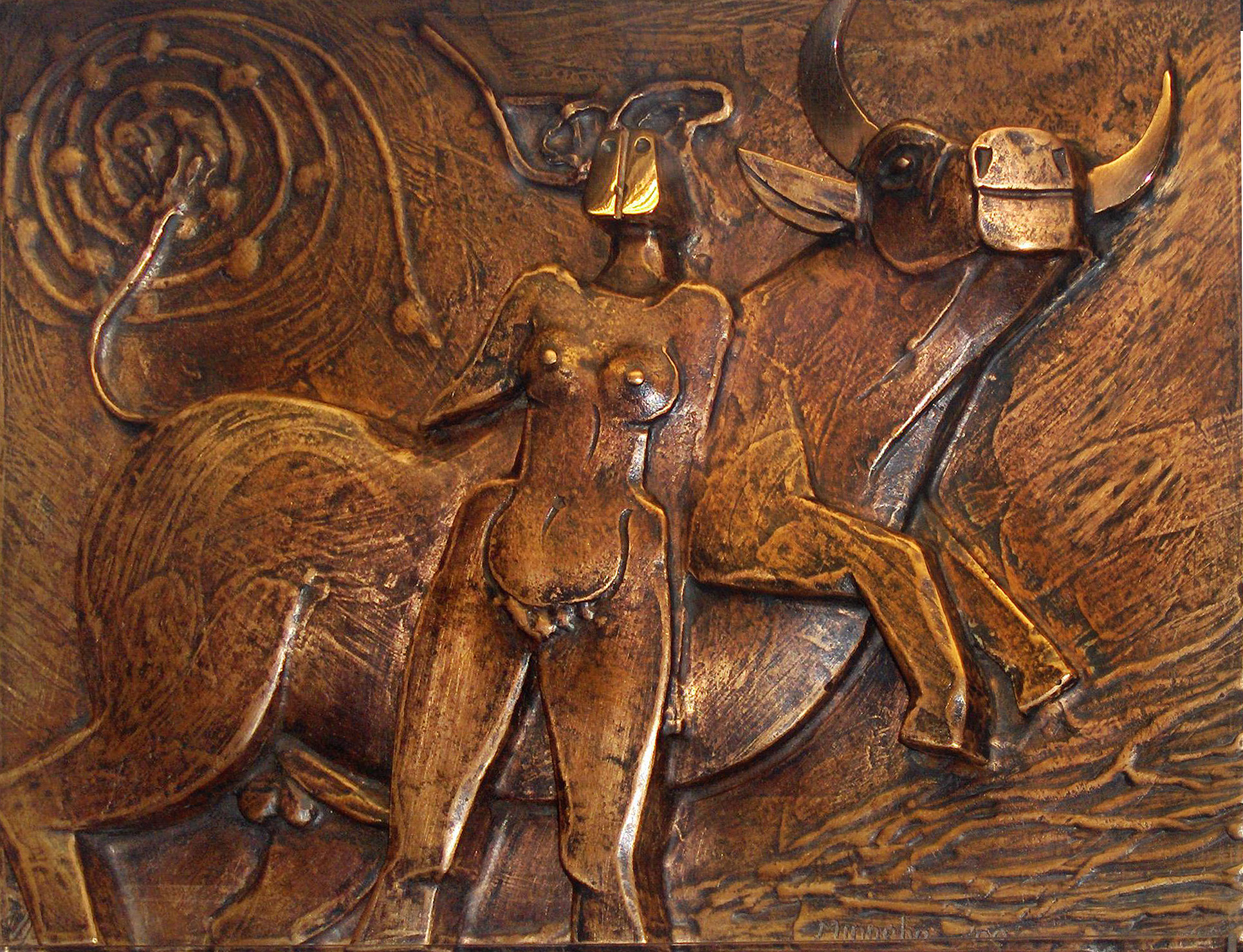
Bronze du projet "Europe 2000"
(avec Frans Boenders et Jean-Luc Dehaene)

  - Musée en plein air de Middelheim, Anvers ("C'est ainsi qu'elle est venue dans mon monde en un coup d'œil" - 1980)
  - Collections des villes de Blankenberge, Bruges, Sint-Niklaas, Hasselt et Brakel
  - Belfius Collection (anciennement connue sous le nom de Collection du Crédit Communal et Dexia ), ASLK (maintenant: Fortis ), Landbouwkrediet, IPPA, Banque nationale de Belgique et assurance De Vaderlandse
  - Collection de la Vrije Universiteit Brussel, Bibliothèque royale de Belgique ; Archives d'État, Bruges ; Maison provinciale de Hasselt ; SWIFT, La Hulpe
  - Collection de la famille royale belge
- États-Unis : Museum of Modern Arts Evanston, Chicago
- France : Musée moderne de Dunkerque ("Je compte mes jours dans tes yeux" - 1977)
- Arabie saoudite : Musée en plein air de la sculpture, Djeddah («Hope for a right path» - 1982)
- Collection du président de la Pologne, offerte en 1979 par le roi Baudouin («Se balancer sur les tons de Bob Marley » - 1976)

### Expositions (sélection)
- 1963 Biennale de Paris

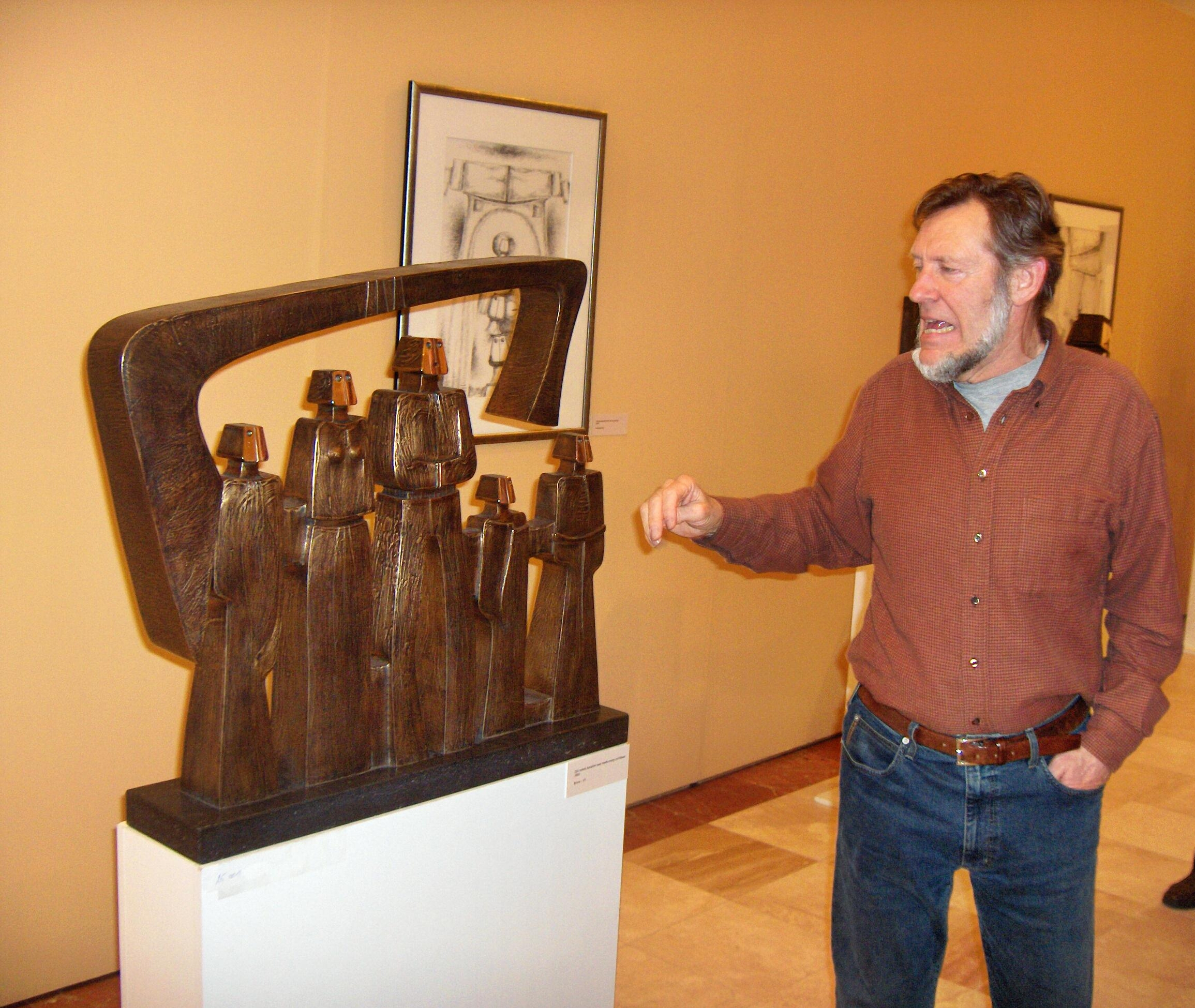
Hubert Minnebo explique sa statue en bronze "Son caractère rebelle était visible très tôt"
Exposition rétrospective, Venetian Galleries, Ostende, avril 2008

- 1966 Exposition internationale, Florence (médaille d'or)
- 1969 Maison des Quatre Vents, Paris
- 1984 De Brakke Grond, Amsterdam
- 1985 Exposition d'été «15 ans de bronze - 10 ans d'or», Casino-Kursaal, Ostende
- 1990 Exposition rétrospective au Jan Geremijnzaal, Belfort, Bruges
- 1994 Italienska Kulturinstitutet, Stockholm ; Sheraton Hotel, Göteborg, Suède (avec le peintre d'Ostende Roland Devolder )
- 1998 Château de Bourglinster, Grand-Duché de Luxembourg
- 1999 Trinity, galerie d'art, Thermae Palace Hotel, Ostende (avec Jacky De Maeyer et Willy Bosschem )
- 2005 Centre culturel, Nagakute, Japon; Centre culturel flamand, Osaka, Japon.
- 2008 «Golden Desire - 50 ans d'expositions»; exposition rétrospective dans les galeries vénitiennes, Ostende
- 2008 Statues de bronze dans le pavillon belge à l'Exposition universelle de Saragosse, Espagne

## Publications

### Illustrations
Hubert Minnebo a illustré les livres suivants avec son ami Frans Boenders pour les photos: 
- Journal tibétain, édition VRT, Bruxelles (1987)
- Sublime et presque rien, un journal japonais, édition VRT, Bruxelles (1990)
- Scènes du Vietnam, Roularta Media Group, Bruxelles, 1991
- Kailash, le chemin de la montagne : Frans Boenders, Hubert Minnebo, Winand Callewaert, Frans Goetghebeur; éditeur Pandora, Anvers, 1997
- Bhoutan : châteaux et esprits monastiques ; Winand M. Callewaert, Hubert Minnebo; 76 p.; éditeur Pandora, 1999

### Beaux livres
- Hubert Minnebo: Divers auteurs dans le magazine «Terre d'Europe» 1978
- Frans Boenders: Minnebo, la forme inébranlable ; Éditeur de livres d'art, 1982
- Hugo Brutin et Paul Caso, Hubert Minnebo: 15 ans de bronze - 10 ans d'or, maison d'édition Goekint, Ostende, 1985, 64 pages (catalogue de l'exposition tenue au Casino-Kursaal d'Ostende, 29 juin - 1er septembre 1985)
- Fernand Bonneure: Hubert Minnebo ; Lannoo, Tielt, 1988 (également publié en édition française et anglaise)
- Fernand Bonneure: Hubert Minnebo 50 ans, Roels, 1990, 20 p.
- Hubert Minnebo: ' t Elzeveld, Anvers, 1996, 56 p.
- Frans Boenders, Jean-Luc Dehaene: Europe - Minnebo ; éditeur Pandore, 2000
- Art Nocturne Knocke, 2004, 107 p.
- Claude Mazloum: L'art de la joaillerie contemporaine; Chap. 5: Les bijoux les sculpteurs

### Source de la traduction
- (nl) Cet article est partiellement ou en totalité issu de l’article de Wikipédia en néerlandais intitulé « Hubert Minnebo » (voir la liste des auteurs)., où il est repris comme "article de qualité".